# Guan Chenchen
Guan Chenchen (en chino: 管晨辰; 25 de septiembre de 2004) es una deportista china que compite en gimnasia artística. Participó en los Juegos Olímpicos de Tokio 2020, obteniendo una medalla de oro en la prueba de barra de equilibrio.

## Palmarés internacional
| Juegos Olímpicos | Juegos Olímpicos | Juegos Olímpicos | Juegos Olímpicos |
| Año              | Lugar            | Medalla          | Prueba           |
| ---------------- | ---------------- | ---------------- | ---------------- |
| 2020             | Tokio (Japón)    | Medalla de oro   | Barra            |